# آلبرتو باتیستونی
آلبرتو باتیستونی (انگلیسی: Alberto Batistoni؛ زادهٔ ۷ دسامبر ۱۹۴۵) بازیکن فوتبال اهل ایتالیا است.
از باشگاه‌هایی که در آن بازی کرده‌است می‌توان به باشگاه فوتبال هلاس ورونا، باشگاه فوتبال اسپتزیا، باشگاه فوتبال فیورنتینا، باشگاه فوتبال آ.اس. رم، و باشگاه فوتبال چزنا اشاره کرد.